# Road Town
Road Town ist die Hauptstadt der Britischen Jungferninseln. Sie liegt auf der Hauptinsel Tortola und hat ungefähr 9300 Einwohner (Stand 2010). Road Town verfügt über einen Handelshafen und ein Kreuzfahrtterminal.

## Geschichte
1648 wurde Road Town an der Road Bay als Hauptort und Verwaltungssitz von niederländischen Siedlern gegründet. Da es durch Feuer immer wieder Schäden in der Stadt gab, stammt das älteste heute noch stehende Gebäude aus dem Jahr 1840.

## Sehenswürdigkeiten
Im Zentrum von Road Town sind die J.R. O’Neal Botanic Gardens mit exotischen Pflanzen. Ein Rundweg passiert dabei auch ein Freiluftgehege für tropische Vögel und künstliche Wasserfälle.
Im Tiefseehafen und am Fähranleger von Road Town ankern viele große Katamarane und Yachten, die oft auch für Ausflüge in die Inselwelt der Virgins gechartert werden können.
Auf der Main Street finden sich Geschäfte, Bars und Gaststätten sowie einige Häuser im Kolonialstil.

## Wirtschaft
Wichtig ist neben dem Tourismus auch der Handel. Neben dem Handelshafen hat auch aufgrund niedriger Steuern die Finanzindustrie große Bedeutung. Weltweit wurde der Finanzplatz Road Town im Jahre 2010 auf Rang 48 geführt.

## Söhne und Töchter der Stadt
- Kyron McMaster (* 1997), Hürdenläufer
- Rikkoi Brathwaite (* 1999), Sprinter
- Djimon Gumbs (* 2000), Leichtathlet